# Typhlops tenebrarum
Typhlops tenebrarum este o specie de șerpi din genul Typhlops, familia Typhlopidae, descrisă de Taylor 1947. Conform Catalogue of Life specia Typhlops tenebrarum nu are subspecii cunoscute.